# Daniela Souza
Daniela Paola Souza Naranjo (Tijuana, Baja California, 27 de agosto de 1999) es una deportista mexicana que compite en taekwondo.
Seleccionada para representar a México en los juegos olímpicos de París 2024 en el ámbito de Taekwondo.
Ganó una medalla de oro en el Campeonato Mundial de Taekwondo de 2022 y dos medallas de oro en el Campeonato Panamericano de Taekwondo, en los años 2021 y 2022. En los Juegos Panamericanos consiguió dos medallas de oro, en los años 2019 y  2023.

## Palmarés internacional
| Campeonato Mundial      | Campeonato Mundial           | Campeonato Mundial | Campeonato Mundial |
| Año                     | Lugar                        | Medalla            | Categoría          |
| ----------------------- | ---------------------------- | ------------------ | ------------------ |
| 2022                    | Guadalajara (México)         | Medalla de oro     | –49 kg             |
| Juegos Panamericanos    |                              |                    |                    |
| Año                     | Lugar                        | Medalla            | Categoría          |
| 2019                    | Lima (Perú)                  | Medalla de oro     | –49 kg             |
| 2023                    | Santiago (Chile)             | Medalla de oro     | –49 kg             |
| Campeonato Panamericano |                              |                    |                    |
| Año                     | Lugar                        | Medalla            | Categoría          |
| 2021                    | Cancún (México)              | Medalla de oro     | –49 kg             |
| 2022                    | Punta Cana (Rep. Dominicana) | Medalla de oro     | –49 kg             |